# Il gioco di Santa Oca
Il gioco di Santa Oca è un romanzo storico di Laura Pariani, pubblicato nel 2019.
Il libro ha vinto il Premio Selezione Campiello Giuria dei Letterati 2019 ed è stato finalista al Premio Manzoni - Città di Lecco.

## Trama
La vicenda si svolge alternando due racconti, uno ambientato nel 1652 e l'altro nel 1672. Nel primo si descrivono i fatti che portarono alla cattura di Bonaventura Mangiaterra, fuorilegge e sobillatore dei contadini, detti terrieri; nel secondo, una donna anziana che si fa chiamare Pùlvara e percorre la brughiera raccontando storie in cambio di un po' di cibo e vino, ricostruisce con la memoria i fatti di vent'anni prima.
Anno 1652, dal 20 settembre al 31 ottobre - A Busto Grande (Busto Arsizio), il Primo Cancelliere Lucretio Firetto esamina le lettere giunte al suo ufficio. Lo colpisce la lettera di un parroco che dice di aver trovato un pentito, tale Manfré detto Piamuntés, pronto a consegnare nelle mani della giustizia la banda di fuorilegge di cui ha fatto parte. Si tratta della banda di Bonaventura Mangiaterra, della cui esistenza si era sin allora dubitato. Poco dopo, il Firetto apre una missiva del Sant'Uffizio, in cui si preannuncia un'ispezione delle autorità ecclesiastiche nelle brughiere, perché la popolazione, a contatto con soldati eretici, potrebbe non comportarsi in modo conforme ai dettami dell'ortodossia. Allora il Firetto, pensando di sviare l'ispezione, giacché il peccato è diffuso tra tutti, i benestanti come i popolani, decide di serrare la caccia al Mangiaterra; a tal proposito fa venire un tale Giosafatte Vulpe, per indagare nelle terre della brughiera.
Bonaventura è un giovane allevato dai nonni, due osti. È rimasto alcuni anni lontano, ma ora che è tornato, predica la giustizia per i poveri, la liceità di appropriarsi di quanto i ricchi vogliono tenere per sé soli, la comunione del bottino. Ha radunato attorno a sé i popolani più scontenti e, con oculate razzie, si sono procurati buone armi. Bonaventura tiene anche sedute di giustizia alle quali i contadini prestano ascolto, riconoscendone la saggezza e la mitezza. Portatore di un nuovo Vangelo, di uguaglianza, giustizia e amore, il capobanda diviene interessante agli occhi delle autorità come possibile eretico, se non addirittura legato alla stregoneria, così diffusa in quei luoghi tristi e freddi. Ha accolto Manfré nella banda, ma il suo primo compagno è un certo Curadin, detto Poo, giunto con Bonaventura non si sa da dove.
Mentre si sviluppa l'indagine di Giosafatte Vulpe, si consumano piccole e grandi tragedie: un ragazzino, ospite del conte Arconati a una battuta di caccia, cade infermo in seguito al ritrovamento di un pupazzo lasciato sull'uscio del casino di caccia, a vaticinare maledizione e rovina. Una giovinetta viene rapita dai soldati e restituita cadavere. Una sposina di quindici anni, il cui marito è impotente, viene catturata come strega e sottoposta a violenze selvagge, per ricevere poi la "morte d'acqua" e perdersi nel fiume. Un parroco (lo stesso che ha scritto a Busto Grande), che vive in peccato con le due domestiche, trova sulla porta scritte accusatorie e minacciose. E quando Manfré tradisce, confidandosi con il parroco, la conversazione è ascoltata da un infelice mendicante che, grato a Bonaventura per averlo sottratto alle ire dei popolani, avverte il Poo di mettersi in salvo al più presto.
Bonaventura e i suoi però non vogliono fuggire, sapendo che le ritorsioni cadranno sugli abitanti inermi; ingaggiano quindi battaglia nascondendosi tra la vegetazione e portando i loro avversari, ben armati e a cavallo, a sprofondare nella palude. Poi, la notte, Bonaventura invia la maggioranza dei compagni a cercare rifugio lontano, mentre lui, con tre compagni, rimarrà sul posto. Ma il nuovo giorno non sarà propizio ai ribelli: un compagno cade ferito, l'altro è inghiottito dalla palude. Catturato e ucciso dopo orribili sevizie, Bonaventura consente la fuga del Poo, che si getta nel Ticino e si dilegua nell'acqua, con rammarico del procuratore di giustizia che si aspettava una totale (e molto facile) vittoria.
Anno 1672, ottobre - Una donna chiamata Pùlvara percorre la brughiera fermandosi a ogni cascina. In cambio di un po' di vitto e di un riparo, Pùlvara narra le storie, specialmente quelle di Bonaventura Mangiaterra. Il pellegrinaggio di Pùlvara è una rimembranza del passato, quando lei, in abiti maschili, aveva fatto parte della banda col nome di Curadin, detto Poo. Facendo riferimento alle regole del gioco dell'oca, la vecchia non perde un solo anello della catena che ha portato alla rovina Bonaventura, finché, guidata da una misteriosa lupa, giunge in prossimità del Ticino e ritrova le ossa e gli oggetti del capo. Pùlvara, cioè Curadina, Curadin, Poo, può dare alle fiamme i poveri resti, affinché Bonaventura trovi pace nell'Aldilà. E riprende il suo andare.

## Edizioni
- Laura Pariani, Il gioco di santa oca, La nave di Teseo, Milano 2019,